# Falaye Sacko
Falaye Sacko (* 1. Mai 1995 in Bamako) ist ein malischer Fußballspieler, der aktuell beim HSC Montpellier in der Ligue 1 und für die malische A-Nationalmannschaft spielt.

## Karriere

### Verein
Sacko begann seine fußballerische Karriere in Mali bei der JS Centre Salif Keita aus Bamako. Im Sommer 2014 wechselte er zum Djoliba AC. Nur ein Jahr darauf wechselte er nach Ungarn zu Újpest Budapest, wurde jedoch den Großteil der Saison 2015/16 an die VV St. Truiden nach Belgien verliehen. Nach seiner Rückkehr unterschrieb er im Frühjahr 2016 in Portugal bei Vitória Guimarães. Am 17. Februar 2016 (30. Spieltag) debütierte er für die zweite Mannschaft in der Segunda Liga bei einem 3:3-Unentschieden gegen Atlético CP. Bis zum Saisonende spielte er insgesamt sechsmal in der zweiten portugiesischen Liga. Gegen Ende der Folgesaison 2016/17 (27. Spieltag) spielte er über die vollen 90 Minuten gegen den Nacional Funchal. Die gesamte Spielzeit 2016/17 beendete er mit 35 Zweitligaeinsätzen und diesem einen Spiel für die erste Mannschaft. In der Saison 2017/18 spielte er bereits sechsmal in der Primeira Liga, jedoch auch 22-mal in der zweiten Mannschaft. Die Spielzeit 2018/19 beendete er als Stammspieler und kam in 28 von 34 möglichen Spielen zum Einsatz. Am ersten Spieltag der Europa-League-Saison darauf debütierte er gegen Standard Lüttich auf internationalem Boden. Insgesamt bestritt er 2019/20 drei Europa-League-Spiele und 22 Ligaspiele. Auch in der Saison 2020/21 war Sacko gesetzt und spielte 28-mal in der Liga. Am dritten Spieltag der darauffolgenden Spielzeit 2021/22 schoss er bei einem 4:0-Sieg über den FC Vizela sein erstes Profitor. Nach 13 Ligaeinsätzen wurde er für die Rückrunde der Spielzeit 2021/22 an die AS Saint-Étienne verliehen. Dort spielte er neunmal und zwei weitere in der Abstiegsrelegation, in der er mit seinem neuen Verein scheiterte.
Nach seiner Rückkehr wurde Sacko an den HSC Montpellier, ebenfalls in die Ligue 1, verliehen. Nach der Saison 2022/23 wechselte er für knapp über einer Million Euro permanent zu Montpellier.

### Nationalmannschaft
Im Jahr 2015 spielte Sacko für die malische U20-Nationalmannschaft. Zu Beginn des Jahres spielte er fünfmal beim U20-Afrika-Cup 2015, wo er mit seiner Mannschaft den vierten Platz belegte. Auch bei der U20-WM 2015 spielte Sacko sechsmal und die U20-Männer konnten den dritten Platz belegen. Für die malische U23-Männer lief er im Jahr darauf dreimal auf.
Am 11. November 2017 debütierte Sacko für die malische A-Nationalmannschaft in der WM-Qualifikation in der Startelf gegen Gabun. Bei einer 2:3-Niederlage gegen Algerien in einem Freundschaftsspiel schoss er sein erstes Tor für die Nationalmannschaft. Beim Afrika-Cup 2019 spielte Sacko nur eines von vier Spielen bis zum Ausscheiden im Achtelfinale. In der WM-Qualifikation 2022 spielte er sechs von acht möglichen Malen, konnte sich mit seiner Nation jedoch nicht qualifizieren.